# Jacques Karpo
Jacques Karpo (1941-1991) est un metteur en scène d'opéra français qui a dirigé l'Opéra municipal de Marseille pendant 17 ans.

## Carrière
Jacques Karpo est né en 1940 à Toulouse. Lors de la Seconde Guerre mondiale, il se réfugie en Floride, à Sarasota, puis se forme au piano et au violoncelle à New-York. À San Francisco, entre 1971 et 1980, il se forme à la mise en scène aux côtés de Jean-Pierre Ponnelle et travaille dans le domaine du cinéma et du théâtre.
En 1972, il s'engage auprès de l'Opéra de Marseille, dont il devient peu après le directeur à l'âge de 33 ans, tout en continuant à proposer des mises en scène, dans la ville phocéenne comme dans de nombreux opéras du monde entier et en particulier à l'opéra de San Francisco. Au total, il signe près d'une cinquantaine de productions, notamment aux Chorégies d'Orange.
Il dirige l'Opéra de Marseille jusqu'à sa mort et laisse une « trace indélébile », faisant de ce théâtre municipal une scène qui compte en France et en Europe. Karpo attire en effet certains des plus grands chanteurs du monde (Alfredo Kraus, José Van Dam, Léonie Rysanek, Leo Nucci, Rockwell Blake, entre autres) et contribue à faire connaître de jeunes artistes français comme Martine Dupuy. Appuyé sur le cœur du répertoire (Verdi, Puccini, etc) qui fidélise le public, et en collaboration avec le directeur musical János Fürst, Karpo élargit l'horizon en proposant des œuvres de Richard Strauss (Elektra, 1980), Antonín Dvořák (Rusalka, 1982) et Leoš Janáček. Il donne en 1984 la première en France de l'opéra de Darius Milhaud Christophe Colomb dont il assure la mise en scène,,.
En décembre 1983, le ministère de la Culture et le conseil régional Provence-Alpes-Côte d'Azur confient à Jacques Karpo la direction unifiée des deux Centres d'insertion professionnelle d'art lyrique qui préexistaient (l'un à Nice pour les solistes, l'autre à Marseille pour les choristes).
Il meurt à Marseille, le 24 septembre 1991 d'une infection à la suite d'une greffe du poumon.

## Hommage
Un hommage lui est rendu en 2006 par la ville de Marseille en donnant son nom à un espace du foyer de l'Opéra municipal.